# Doroño
Doroño (en euskera Doroñu) es una localidad del municipio burgalés de Condado de Treviño, en la comunidad autónoma de Castilla y León (España). 
La iglesia está dedicada a La Asunción.

## Localidades limítrofes
Confina con las siguientes localidades:
- Al norte con la provincia de Álava.
- Al sur con Arrieta.
- Al suroeste con Golernio.
- Al oeste con Zurbitu.

## Demografía
Evolución de la población
| Gráfica de evolución demográfica de Doroño entre 2000 y 2017       |
|                                                                    |
| Población de derecho (2000-2017) según el padrón municipal del INE |

## Historia
Así se describe a Doroño en el tomo VII del Diccionario geográfico-estadístico-histórico de España y sus posesiones de Ultramar, obra impulsada por Pascual Madoz a mediados del siglo XIX:

Aldea en la provincia, audiencia territorial y capitanía general de Burgos (14 leguas), partido judicial de Miranda de Ebro (3 ½), diócesis de Calahorra (18), ayuntamiento de Treviño (1). Situada a la falda de una sierra llamada Zaldearán, en cuya cumbre se ven todavía unos grandes torreones de un castillo que allí hubo del mismo nombre; el clima es templado, y las enfermedades más comunes, constipados y algunos dolores de costado. Tiene 14 casas, una de concejo muy regular, escuela de primeras letras concurrida por unos 18 a 20 niños, cuyo maestro está dotado con 20 fanegas de trigo; iglesia parroquial (San Bautista), con un anejo en Miana, la cual se halla servida por un cura beneficiado, un cementerio que antes fue ermita, y una fuente dentro de la población y varias en el término, todas de buenas aguas. Confina N Berrosteguieta; E Treviño; S Ascarza, y O Golernio. El terreno es de mediana calidad, con montes de roble y mucha abundancia de haya. Los caminos son de pueblo a pueblo, y la correspondencia la reciben de Vitoria por el valijero de Treviño. Producciones: trigo, cebada, avena, legumbres y lino; ganado lanar y cabrío y el vacuno y mular necesario para las labores del campo; y caza de algunas perdices y liebres. La industria se reduce a la agricultura y a un molino harinero de invierno; y el comercio a la extracción de leña y algún trigo. Población: 8 vecinos, 30 almas.
Diccionario geográfico-estadístico-histórico de España y sus posesiones de Ultramar